# 京王220系電車
京王220系電車（けいおう220けいでんしゃ）は、京王帝都電鉄京王線系統の支線で使用されていた通勤形電車である。

## 概要
1963年8月4日に行われた京王線系統の架線電圧昇圧（600V→1500V）に備え、支線区（競馬場線および動物園線）での運用を主目的とした車両として、自社桜上水工場で東横車輛の出張工事により、京王電気軌道から継承した14m車両を改造した車両である。種車は昇圧以前に片運転台化もしくは中間電動車化が行われ、片側妻面に広幅貫通路を設置されていたデハ2125形2130、デハ2400形2401・2410・2409の4両が選択された。
京王は1957年（昭和32年）4月に荷電や貨車など事業用車両の形式を、旅客用車両と区別するため3桁への改番を実施していた。本形式が荷電と同じく3桁形式なのは、京王社内で14メートル級という車体が貨車などと同じ程度のサイズということから、事業用車両の空き形式を附番としたとされる。

## 車両概説
本系列は、制御電動車デハ220形 - 制御車クハ230形の2両で1ユニットの固定編成を組む。
デハ220形八王子方に運転台のある制御電動車。デハ221は運転台側にパンタグラフ、デハ222は連結面側にパンタグラフを装備。
クハ230形新宿方に運転台のある制御車。車体が14メートル級のデハが床下スペース不足で装荷できなかった、補器類（電動発電機とコンプレッサー）を積んでいる。

### 車体
デハ221の種車であるデハ2401は1952年10月、クハ231の種車であるデハ2130は1953年9月25日にそれぞれ衝突事故で大破し、どちらも日本車輛で復旧したが、その際、以下の改造が行われた異端車であった。
- 乗務員室の全室化と乗務員扉の設置
- 運転台位置を中央から左へ移動
- 乗務員室の全室化に伴い、窓配置が変更
  - デハ2401は、八王子向きの片運転台車として復旧[注釈 3]。八王子側運転台後位の乗降扉を窓ひとつ分車体中央側に移動し、撤去された新宿側運転台は横の小窓も廃して窓配置はdD3D4Dに[2][3]。
  - デハ2130は、新宿向きの片運転台車として復旧。新宿側だけでなく、八王子側も旧運転台後位の乗降扉を窓一つ分車体中央側へ移設したため、窓配置はdD3D4D1に[4]。
- 竪樋を内蔵式に

全室運転台化により、京王線中型車の弱点であった乗務員室の狭さが解消されていたため、窓割がほぼ原形のままであったデハ2409（→クハ232）とデハ2410（→デハ222）も、220系化の際に乗務員室を全室化・運転台を中央から左側へ移動・乗務員扉の設置改造が実施された。この2両は窓配置がdD3D4D1となり、もともと同じ形式のデハ221に近いものとなったが、竪樋は2400形時代同様車体外に露出している。
前照灯は白熱灯2灯を並べており、幕板部に標識灯を新たに設置している。またデハ2130とデハ2409は、中型車の長編成化に伴い1962年頃に運転台の機器や前照灯・尾灯が撤去されていたため、この改造時に運転台機器の再取り付けが行われた。
同形式ではあるものの、デハの両車でパンタグラフの向きが逆になっている、デハ221の正面窓は運転台以外が2段窓になっている、クハ231は各部寸法が他の3両と違い、連結面側の窓幅も広いなどの、種車に由来する違いも多く残されている。
客室内についてはそれまでと同様に床面は木の半鋼製・ドア間ロングシート車であるが、照明については蛍光灯化され、天井に扇風機も装備している。

### 主電動機
京王線中型車の電装品は600V専用だったため、本系列はデニ201などと同様に、架線電圧が元々1500Vの井の頭線のデハ1560形、デハ1711、デハ1760形を電装解除して発生した電装品に換装した。そのため主電動機は、それらが装着していた東急デハ3450形と同系統の日立製作所HS-267Dである。

### 制御器
これも井の頭線でデハ1400形・デハ1700形・デハ1710形に使われていた、日立製作所MMC-H-200Bを使用している。そのため中型車時代の電空単位スイッチ式手動加速制御器（HL）式から電動カム軸式間接自動加速（AL）となった。

### 台車
デハは主電動機取り付け寸法の関係から、クハ2770形の一部が装着していた日本車輛D-16Aを転用、クハ230形はクハ231がデハ2161 - 2165に由来する川崎車輛製K-1、クハ232は2200形、2300形に由来する弓型イコライザーの汽車会社製KS-3を装着して就役したが、1966年に5000系・5070系に新造台車を導入することで老朽台車の玉突き置換を実施した際、デハ2400形の使用していたD-14へ交換されている。

## 沿革
デハ221 - クハ231は昇圧を前にした1963年5月中旬から改造を開始し、昇圧前の7月末に竣工。昇圧当日の8月4日から運用を開始した。クハ231は当初デッドセクション対策に、運転台側にパンタグラフがデハ時代のまま装備されていたが、1964年1月に撤去されている。デハ222 - クハ232は昇圧前日まで営業運転していた車両が種車のため、改造は昇圧後に始められて竣工したのは1964年3月末であった。
塗装は当初ライトグリーン一色であったが、1964年5月中旬に初代5000系に準ずる、アイボリー色に80mm幅のえんじ色の腰帯を巻くものに変更されている。
競馬場線と開通したばかりの動物園線の両支線内折り返し運用に、2両もしくは2本連結した4両で充当されたり、あるいはデニ200形の検査時や手荷物繁忙期などに代走としての荷物列車運用などに使用されていたが、列車遅れが発生した際などにピンチヒッターで本線急行運用についたり、高尾線で車両不足応援のために運用されたこともあった。
1969年10月からの京王線ATS運用開始に際し、搭載が困難であることから改造対象から外され、同年9月28日に動物園線でデハ231 - クハ231がさよなら運転を行い、翌29日の競馬場線での運転を最後に廃車となった。廃車後3両は解体されたが、222は塗色をライトグリーン・番号を2410に復元され、2013年以降は京王れーるランドで静態保存されている。

## 編成表
|      | ← 新宿京王八王子 →   | ← 新宿京王八王子 →   |
|      | クハ230形 (Tc)       | デハ220形 (Mc)       |
| ---- | -------------------- | -------------------- |
| 車番 | クハ231 （デハ2130） | デハ221 （デハ2401） |
| 車番 | クハ232 （デハ2409） | デハ222 （デハ2410） |

### 書籍
- 鈴木洋『【RM LIBRARY 111】京王線14ｍ車の時代』株式会社ネコ・パブリッシング、2008年11月1日。ISBN 978-4-7770-5245-5。
- 鈴木洋『【RM LIBRARY 146】京王5000系の時代　ファンの目から見た33年』株式会社ネコ・パブリッシング、2011年10月1日。ISBN 978-4-7770-5316-2。
- 宮下洋一 編『鉄道車輌ガイド Vol.30 京王帝都のグリーン車』株式会社ネコ・パブリッシング、2019年5月1日。ISBN 978-4-7770-2350-9。

### 雑誌記事
- 『鉄道ピクトリアル アーカイブスセレクション9 京王電鉄 1950-60』、鉄道図書刊行会、2005年8月。
  - p.44-55 飯島正資「私鉄車両めぐり　京王帝都電鉄」※『鉄道ピクトリアル』第45号、第46号より再録
  - p.60-105 京王帝都レールファンクラブ「私鉄車両めぐり(65)　京王帝都電鉄」※『鉄道ピクトリアル』第171号、第172号、第174号、第176号、第177号より再録
  - p.106-118 京王帝都レールファンクラブ「私鉄車両めぐり(72)　京王帝都電鉄　補遺」※『鉄道ピクトリアル』第197号より再録
  - p.144-153 読者短信に見る京王電鉄の記録 1950-1960
- 鈴木洋「京王電鉄　高尾線の移り変わり」『鉄道ピクトリアル』第893号、鉄道図書刊行会、2014年8月、126-130頁。
- 鈴木洋「京王線220形をめぐって」『鉄道ピクトリアル』第893号、電気車研究会、2014年8月、167-168頁。